# Barbican (tunnelbanestation)
Barbican är en tunnelbanestation i Barbican i Londons tunnelbana. Stationen invigdes redan 1865 och tillhör Circle line, Hammersmith & City line och Metropolitan line. Perrongerna ligger utomhus med flera byggnader runt omkring. 

## Galleri

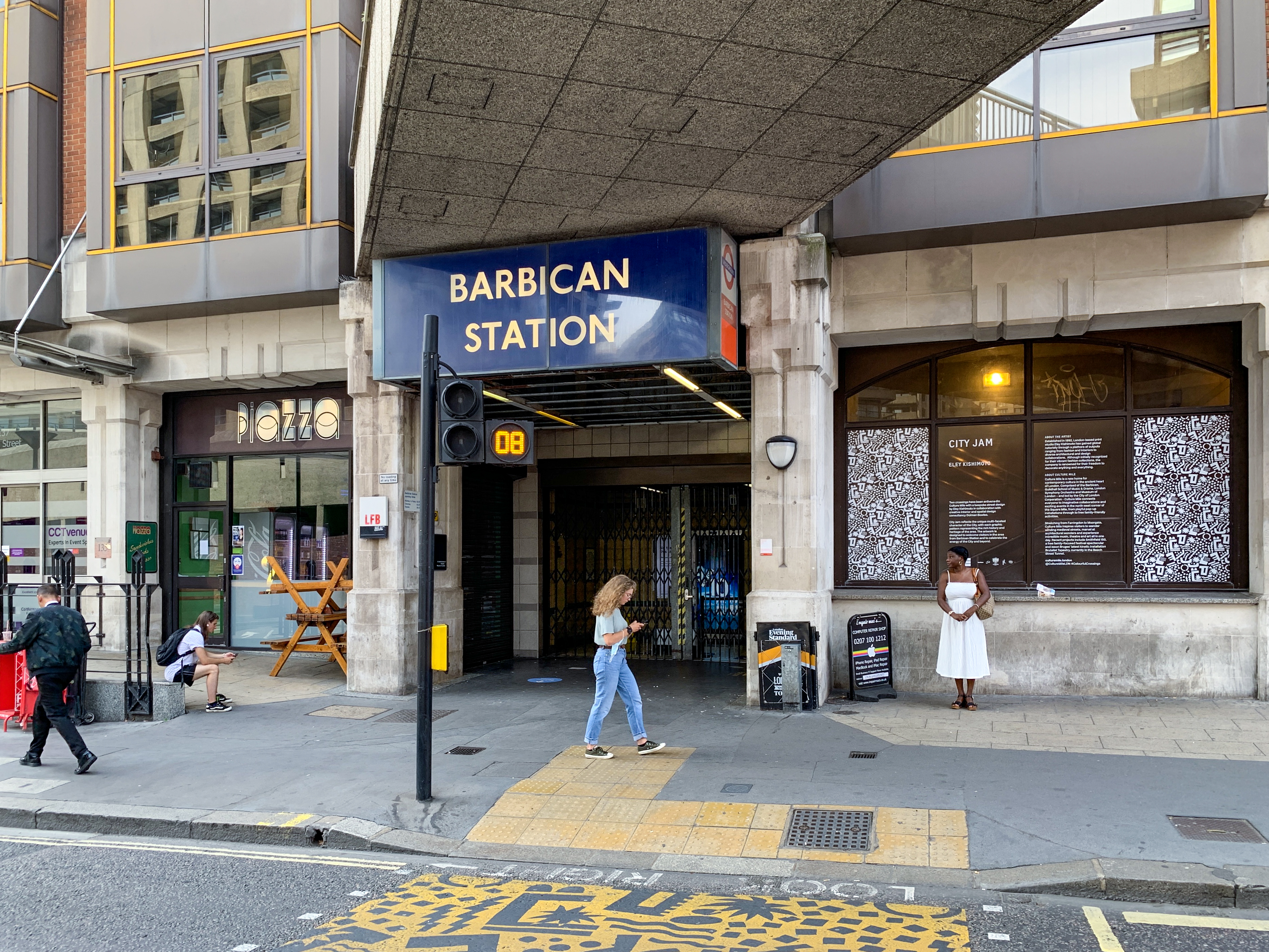
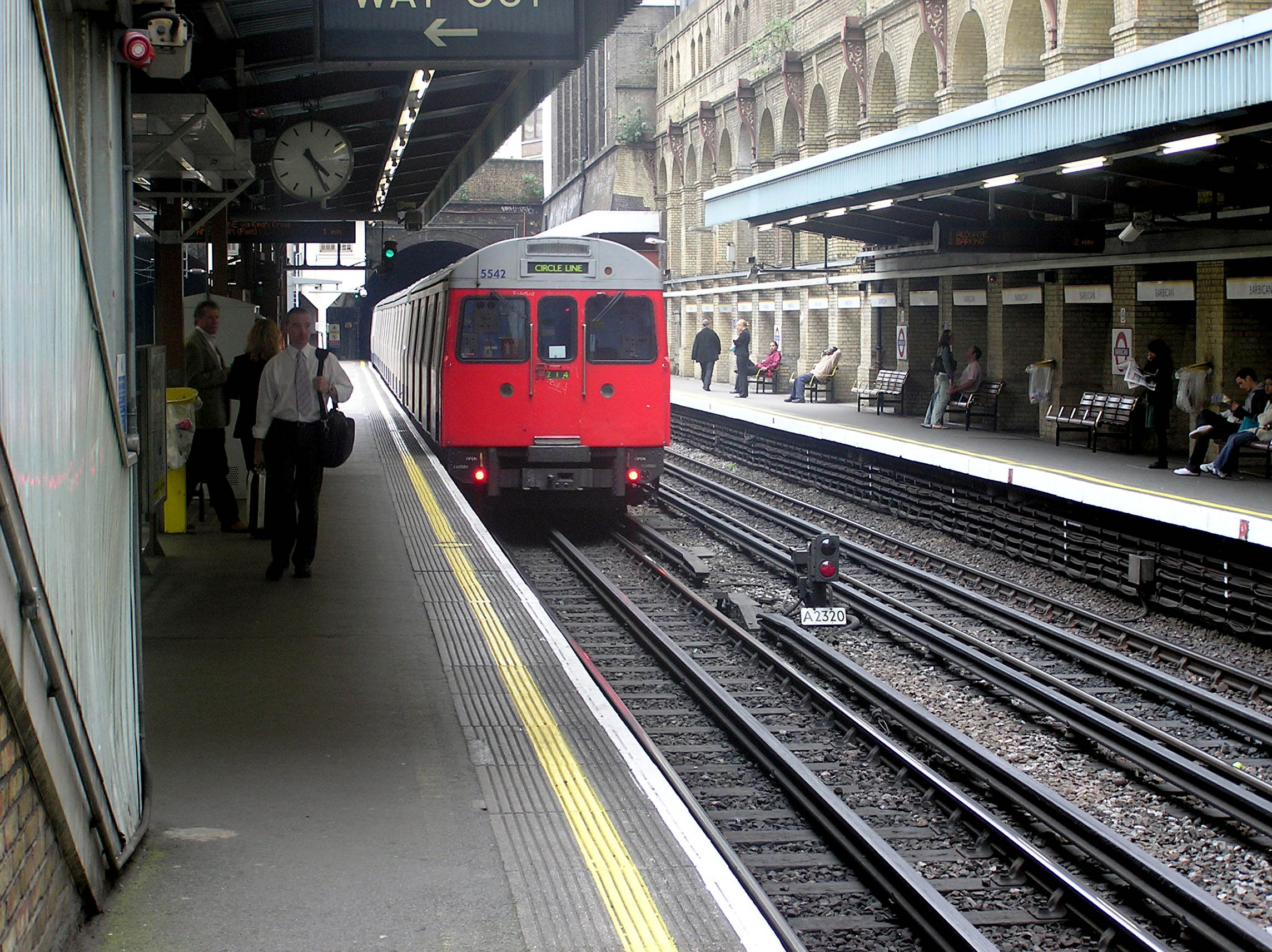
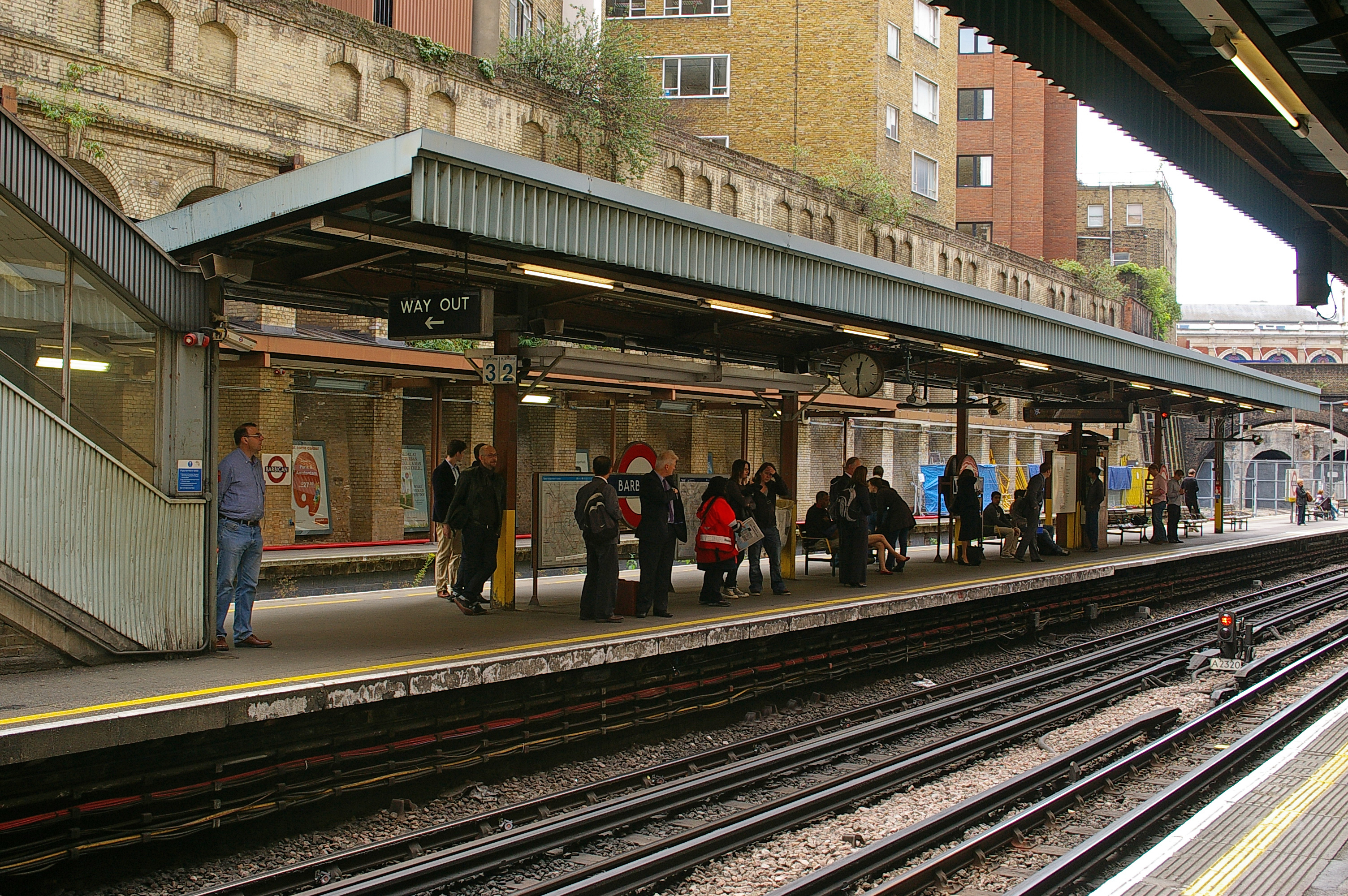
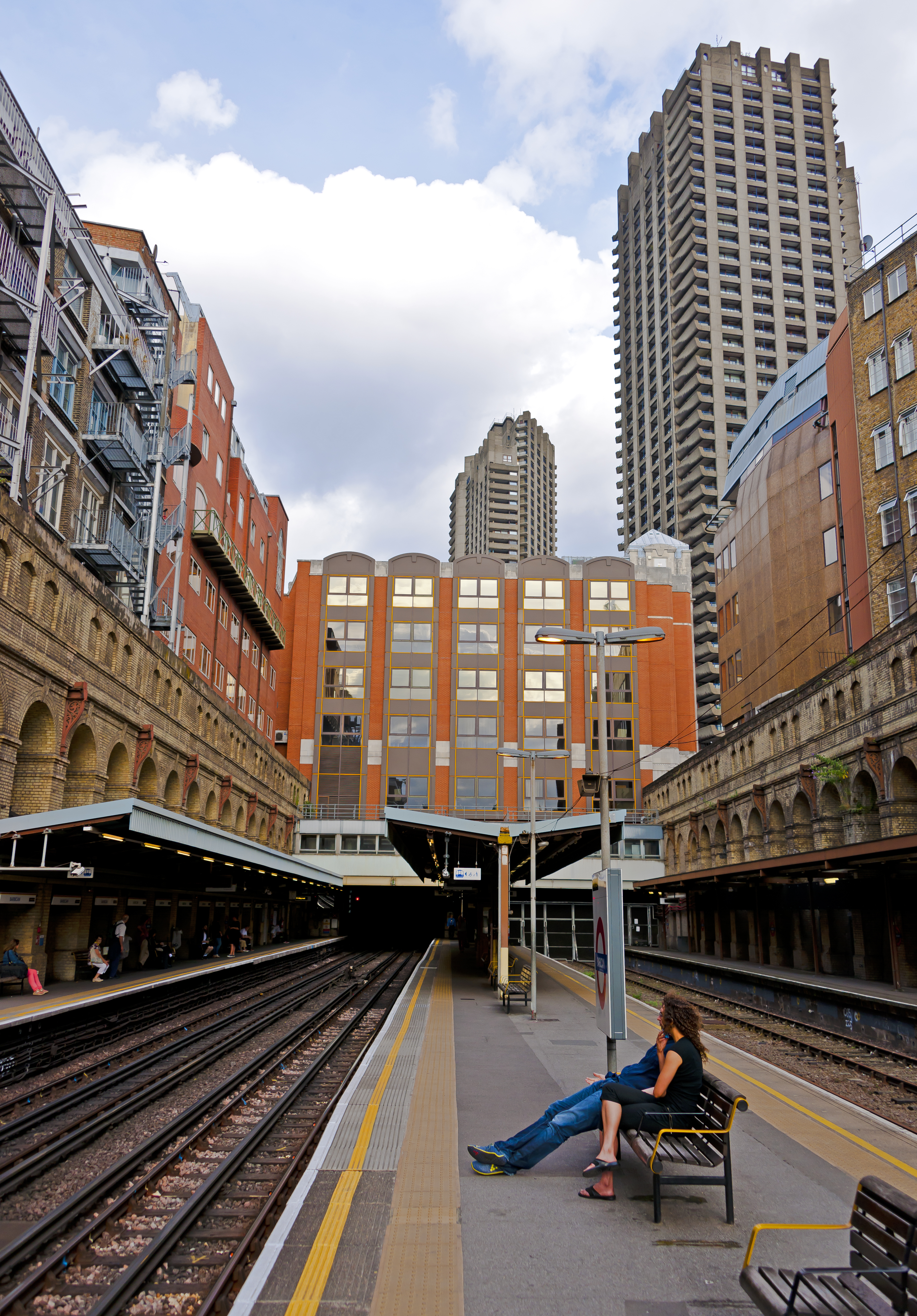